# Quiscalus nicaraguensis
Quiscalus nicaraguensis е вид птица от семейство Трупиалови.

## Разпространение
Видът е разпространен в Коста Рика и Никарагуа.